# Орден Данеброг
Орден Данеброг (дан. Dannebrogordenen) — другий за значимістю лицарський орден Данії.
Змістовою базою ордена став державний прапор Данії, на червоному полі якого зображено білий хрест.

## Легенда
У червні 1219 року данська армія на чолі з королем Вальдемаром та архієпископом Андерсом Сунесеном висадилась в Естонії поблизу містечка Люндаміссе. Данці припливли на суднах, щоб стати до бою з поганцями-естами, проте лишень вони причалили до берега, як до короля прийшли естонські князі з проханням про пощаду і згодою на християнське хрещення, Однак покірність естів була показною, і вже за три дні вони вночі з усіх боків напали на данський табір.
У війську короля Вальдемара почалась паніка, й усе, здавалось би, передрікало повну поразку. Але князь Вітслав, який розмістився зі своєю дружиною на морському узбережжі, хоробро кинувся у бій з естами. За цей час король зібрав своїх кінних воїнів під червоним прапором Данеброг, про який легенда розповідає таке:
|  | Під час битви данців з естами, коли результат бою для короля Вальдемара був іще сумнівним, архієпископ Сунесен здійнявся на височину, підняв руки до неба й почав молити Бога про перемогу. Коли ж руки його опустились від втоми, то підійшли інші священики, щоб підтримати архієпископа. У цей час, замість втраченого, спустився з неба червоний прапор із зображенням білого хреста й було чутно голос: «Якщо будете тримати цей прапор високо, то залишитесь переможцями». Диво зупинило втечу данців, яка почалась, і принесло їм перемогу. |

Орден було започатковано 1671 року королем Данії Кристіаном V.
Існування ордена Данеброг перервала доба Реформації, проте 1671 року король Кристіан V відновив його.
1808 року король Фредерік VI змінив статут і розширив орден, перетворивши його на орден за заслуги та відкривши його для осіб, що мають заслуги, незалежно від їхнього соціального статусу. Він також збільшив кількість класів ордена з одного до чотирьох: гранд-командор, лицар великого хреста, командор і лицар (кавалер). 1842 року король Кристіан VIII постановив, що тільки данські та іноземні особи королівської крові можуть бути гранд-командорами ордена. Королівські укази 1864 та 1951 років розділили командорський і лицарський класи ордена на два ступені кожен. 1951 року орден було відкрито для дам.
Орден також включає Почесний хрест ордена, його 1952 року було трансформовано на Срібний хрест ордена. Він може вручатись тільки особам, які вже нагороджені орденом.
Чинний монарх є гросмейстером ордена.

## Інсигнії
Знак ордена є патинованим латинським хрестом білої емалі з золота (лицарський — зі срібла). Краї хреста вигнуті всередину. Хрест має обідок червоної емалі. В центрі хреста розміщена літера «C» з цифрою «5» всередині (на пам'ять про Кристіана V), увінчана короною. На кінцях хрестах, починаючи з лівого, за годинниковою стрілкою розміщено слова девізу GUD OG KONGEN (Бог і Король). На реверсі розміщено літеру «W» (на пам'ять про короля Вальдемара) й на кінцях хреста дати: «1219», «1671» і «1808». У верхній частині знаку розміщено літеру «R» (Rex або Regina) та ініціали чинного монарха. Вище за ініціали розміщено корону. Між кінцями хреста також розміщено золоті корони. Хрест гранд-командора має на аверсі 14 діамантів, розміщених у формі латинського хреста, а також ще діаманти, що прикрашають знак. На реверсі знаку білої емалі розміщено увінчані коронами ініціали Вальдемара II, Кристіана V та Фредеріка VI, а також девіз ордена.
Зірка великого хреста має вісім кінців, на ній прикріплено знак ордена. Нижній кінець хреста закриває нижній промінь зірки, а між кінцями хреста немає корон. В центрі знаку розміщена увінчана короною літера «W» (Вальдемар). Якщо орден вручається з діамантами, знак також прикрашається ними. Нагрудна зірка командора 1-го ступеня має вигляд великого знаку ордена, але має фасеточну поверхню замість білої емалі, він також має увінчану короною літеру «W» в центрі, а девіз ордена розміщено на кінцях хреста.
Ланцюг ордена золотий і складається з переплетених ініціалів короля Вальдемара II і Кристіана V, а також латинських хрестів білої емалі з обідком червоної емалі.
Стрічка ордена біла з червоними смугами по краях.
Орден має п'ять ступенів:
- Великий хрест — знак ордена на плечовій стрічці, зірка
- Командор 1 класу — знак ордена на шийній стрічці, зірка
- Командор — знак ордена на шийній стрічці
- Кавалер 1 класу — знак ордена на нагрудній стрічці
- Кавалер — на орденському знаку вказано дати започаткування й реорганізації ордена — 1219, 1671, 1809 роки.

Девіз ордена: PIETATE ET JUSTITIAE (Благочестю та Справедливості).

## Галерея

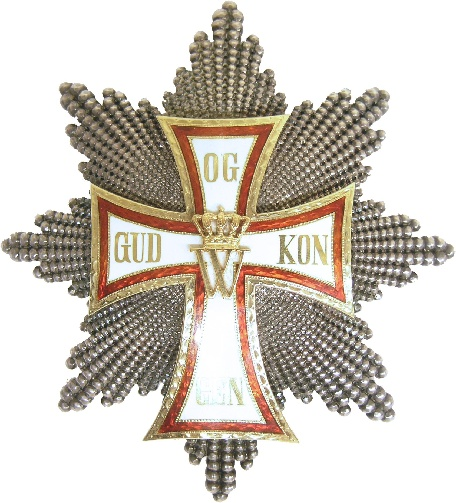
Зірка Великого хреста
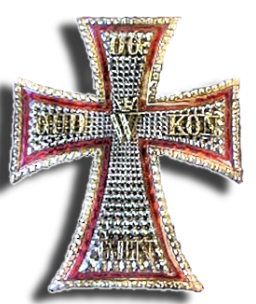
Зірка Гранд-офіцера
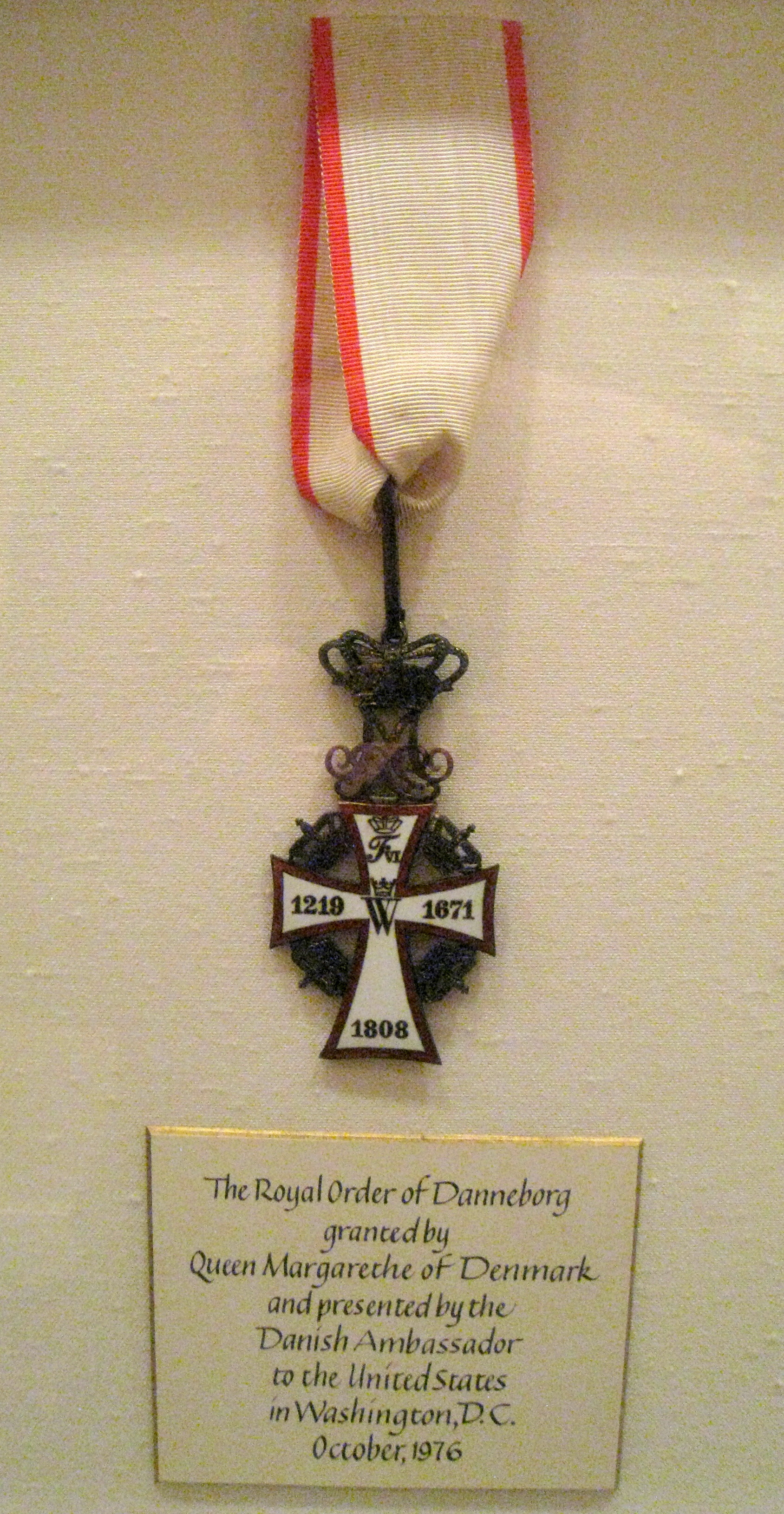
Кавалерський ступінь ордена
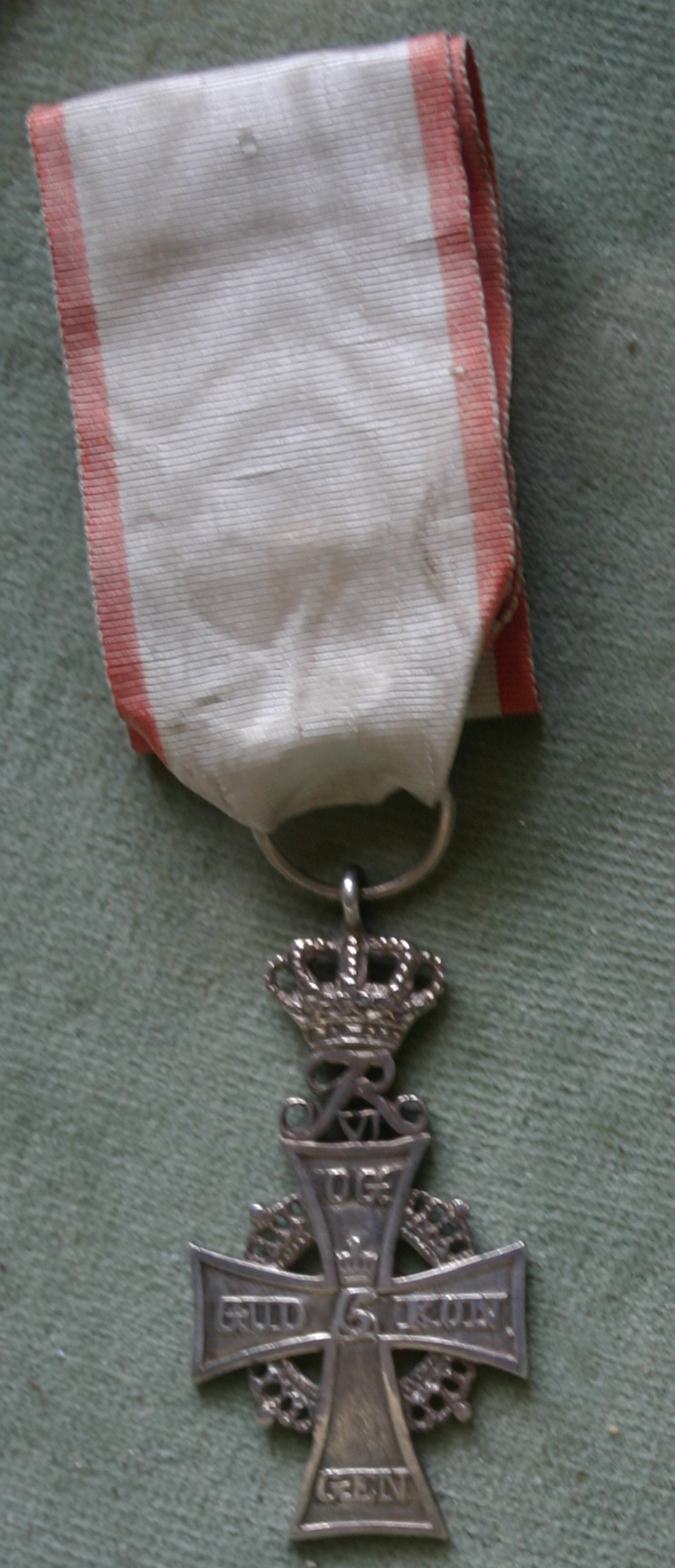
Срібний хрест ордена
Геральдичне зображення ордена